# هدایت عروج‌اف
هدایت عروج‌اف (ترکی آذربایجانی: Hidayət Orucov Xuduş oğlu؛ زادهٔ ۵ سپتامبر ۱۹۴۴) سیاست‌مدار اهل جمهوری آذربایجان است.
وی همچنین برندهٔ جوایزی همچون خادم هنر افتخاری آذربایجان شده‌است.